# Lissopimpla albopicta
Lissopimpla albopicta là một loài tò vò trong họ Ichneumonidae.